# Света Богородица (Варна)
„Света Богородица“ е голям запазен ранносредновековен манастирски комплекс, открит край Варна, България, със статут на паметник на културата с национално значение от 2015 година.

## Местоположение
Манастирът се намира в град Варна в селищно образувание Сълзица, известно и като местност Пчелина. Откривателят му, Карел Шкорпил, описва през 1921 г. местоположението така: „Оставаме учудени от гледката, която се открива оттук. Под нас като на длан се гледа цялата Варненска долина със светлото езеро, тъмното море и с града Варна. Разкошна местност!“
Високата тераса на южните склонове на Франгенското плато е била избрана за построяването на манастира най-вероятно поради две практични причини: по-слабия наклон от север на юг в сравнение с другите тераси и близостта на водоизточник от Римската епоха. Аспаруховият вал, издигнат южно от античния Одесос, показва стратегическото значение на този район за българската държава много скоро след нейното разширение на юг от река Дунав. Теренните обхождания и разкопки показват, че околностите на античния Одесос са били едни от най-гъсто заселените райони в Първата българска държава през VIII-X век.

## Откриване и проучване
През 1921 г. са открити руини на църква и трисантиметров оловен пръстен-печат (моливдовул) на княз Борис Михаил (832 – 907 г.) с изображение на Света Богородица. Находките се намират северозападно от град Варна, в лозовите масиви на най-големия винопроизводител и варненски предприемач Данаил Манов, който щедро дарява най-плодородния си парцел за разкопките, дело на основоположника на българската археология – Карел Шкорпил. Редовни археологически проучвания започват през 1996 г. като съвместен проект на Великотърновския университет „Св. св. Кирил и Методий“ и Варненския археологически музей, в екип под ръководството на Казимир Попконстантинов със заместник-ръководители Валентин Плетньов и Росина Костова. В разкопките участват и студенти от специалност „Археология“ във Великотърновския университет, както и от Великобритания, Русия, Германия и Италия.

## Архитектура
През всички строителни периоди на манастирския комплекс наклонът на терасата от север на юг и нестабилността на терена са основните трудности, които строителите са се опитали на преодолеят чрез терасиране и чрез допълнително изравняване. Открити са катедрална църква, кула с параклис, огромен скрипториум, библиотека, училище, монашески общежития, аязмо и други. Открити са и олтарна маса, ковашка работилница и монети – български, сръбски, венециански, византийски, турски. Постройките са изпълнени с познатата от Античната епоха строителна техника опус микстум, при която се редуват хоризонтални пояси от 3 – 4 реда тухли и 4 – 5 реда камъни, с което се постигат гъвкавост на конструкцията и впечатляващ визуален ефект. Тази строителна техника е изисквала огромни средства, поради което е използвана най-вече за представителни сгради, например за Голямата базилика в Плиска.

### Катедрална църква
Храмът е изграден върху най-равната част от терасата върху изкуствена каменна площадка за допълнителна стабилност, необходима за издигането на един от най-изящните християнски храмове от българското Средновековие. Катедралната църква е разположена в центъра на обширен двор и е от атонски тип. Той притежава обемисти полукръгли ниши от север и юг, където при молитва се е събирало цялото монашеско братство. Сградата е украсена със стенописи и монументална каменна пластика. Пред постройките са оформени портици в два реда, открити към просторен двор. Планът на триконхалната църква с четвърта вписана от запад конха е непознат дотогава в българската средновековна архитектура. Специално внимание заслужават и откритите хиляди фрагменти от стенописи, които нареждат църквата сред малкото изписани храмове в България през X век. При строежа на комплекса е използван мекият и податлив на обработка варовит, шуплест камък бѝгор, чиято типично грапава повърхност не позволява изписване, поради което по стените на църквата не са открити надписи. В храма са намерени обаче около седем хиляди фрагменти от стенописната украса, изображения на светци и надписи – цели и частични. Подобна стенописна украса от X век има в Североизточна България само в архиепископската базилика в Дръстър – средновековното име на днешна Силистра.

### Монашески общежития
За разлика от повечето манастири от този период, освен църквата тук има и още две представителни сгради, впечатляващи като размери и като архитектура. Първата сграда, наречена от археолозите „Дългата“, е разположена североизточно от църквата по оста изток-запад и е с дължина 35 метра. От архитектурна гледна точка тя е с две особености: първо, за стена се използва северната оградна стена на манастира, подсилена с контрафорси; второ, оформена е галерия от две редици масивни каменни стълбове пред южната фасада, обърната към църквата. Предполага се, че тук са били килиите на монасите. Подобни галерии от масивни стълбове („доксата“) са познати иначе едва от XVI век от жилищните сгради в манастири в Гърция.

### Скрипториум
Втората сграда северозападно от църквата е уникална по своя строителен и архитектурен план по западния черноморски бряг и е представлявала скрипториум – сграда, в която са се превеждали, преписвали, украсявали и подвързвали ръкописи. Ориентирана е по оста изток-запад, с размери 40 m дължина и 10 m ширина, стените са запазени до височина от 1,5 до 2,5 m. На първия етаж се намират две срещуположни редици от еднакви по размер помещения, всяко с площ от 9 квадратни метра – седем от север и шест от юг, с просторен общ засводен коридор с ширина 5 m, в който по дължина са били поставени маси за изготвяне на ръкописите. Стълбището до югозападния вход показва, че сградата е имала втори етаж. Първоначално е приличала на Дългата сграда, с редица от масивни стълбове пред южната си фасада. Сред архитектурно най-значимите находки са изработени от бѝгор блокове от сводове на коридора. Този строителен материал и начинът на изграждане на сводовете е непознат иначе в монументални сгради от IX–X век, което е още една проява на своеобразието и оригиналността на строителните и архитектурни традиции по западния черноморски бряг. Открити са и основите на сграда с дължина 30 метра, която е продължение на скрипториума в южна посока. Така той добива дължина от 70 метра и площ от около 700 квадратни метра. Открити са 32 бронзови закопчалки за книги и над 30 железни стѝлуси – бронзови писала, с които са очертават редовете върху пергамента за първите книги на новопокръстена България, типични за такива сгради – скриптории в средновековните манастири в целия християнски свят. В продължение на три века, ІХ-ХІІ, тук са преписвани и превеждани ценни църковни книги. Това е най-големият проучен скрипториум в средновековна България и във Византия.

### Аязмо
През 2014 г. е открит и свещеният извор на манастира – аязмото. Сградата е изключително интересна от архитектурна гледна точка. До този момент няма такава запазеност и план на аязмо, нито в границите на средновековна България, нито в границите на Византийската империя. Сградата е запазена с целия свод, който е покрит с тухли. От покривната конструкция е запазена от двете страни декоративната украса, състояща се от специално обработени тухли и наподобяваща архитектурния елемент „вълчи зъби“. Сградата е изградена на база опус микстум от много добре обработени варовикови камъни и тухли. Аязмото е измазано от вътрешната страна с водоустойчив червен хоросан. При снемането на пласта, близо до 3,5 метра от съвременното ниво, е открит капител до аязмото, върху който има изображение на седем клонки с листа – „Дървото на живота“, тясно свързано със Света Богородица.

## Находки
В района на манастира е намерен печат на княз Борис Михаил и още два оловни печата на цар Симеон I и на цар Петър I. От двете страни на печата на княз Борис-Михаил има изображения. От едната страна е изобразен Иисус Христос с дълга коса върху раменете, мустаци, брада и кръстовидно сияние. С дясната ръка той благославя, а в лявата държи евангелие. От другата страна е изобразен най-вероятно замонашеният княз със сияние (нимб) около главата или – според други тези – молеща се Богородица. От двете страни има надпис на гръцки език „ΚΕΒΟΝΟΝ [ΚΕΞΟΝΟΝ?] ΜΙΗΑΗΛ ΑΡΧΟΝΤΑ ΒΟΥΛΓΑΡΙΑΣ“. Тук е открит и първият царски печат от Първото Българско царство: оловен печат на цар Петър и царица Мария от кореспонденцията им с манастира.
В периода 1941 – 1944 година са направени частни проучвания от Милко Мирчев от музея във Варна. Тогава са разкрити три тухлени гробници и два каменни саркофага източно от църквата, като в един е намерен скелет. Допълнително са открити масивна оградна стена и останки от други сгради на север от църквата.
През 2008 г. са открити основите на санитарни помещения, каквито иначе са открити само в манастира в село Равна, Провадийско, и в Голямата базилика в Плиска. Намерени са също бронзово разпятие, железен кръст, белоглинена керамика от IX до XVIII век, луксозна византийска посуда. Луксозното строителство на база опус микстум свидетелства за връзка с княжеския двор.

## Патрон
Манастирът е свързан със Света Богородица – покровителката на Варна, чийто празник е честван тук още преди 1100 години. Според Попконстантинов, съдейки по печата на княз Борис I, Света Богородица вероятно е патрон на рода му.
Според легенда от ХVІ век от Варна името на манастира „Света Богородица“ идва от икона на Божията майка, открита върху бряст в местността. Жители се събрали и тръгнали с нея на литийно шествие към града. Каруца носила иконата и там, където воловете заковали крак, бил построен днешният старинен храм „Успение Богородично“, в който надпис от 1602 г. съобщава за литийното шествие с иконата, съхранявана там и почитана до ден днешен от миряните.

## Значимост
Изисканата архитектура и градеж на този внушителен раннохристиянски манастирски комплекс, който е и най-големият духовен център извън столичните центрове Плиска и Преслав в централната територия на Първата българска държава, свидетелстват за значителни инвестиции от най-високите среди на средновековното българско общество. Откритият тук печат на Борис I показва, че този манастир е основан от него през втората половина на IX век, и поддържан от неговите наследници Симеон и Петър през X век. След повече от два века обитаване, при свлачищен процес Манастирът е разрушен и затрупан изцяло с огромни земни маси. Той е бил резиденция на неговия строител, ктитор и дарител Борис I, служеща както като книжовно-просветно така и като мисионерско средище в този гъсто заселен от прабългари район. Манастирът е важна брънка от редицата манастири, скриптории и манастирски училища на княз Борис. Той се смята от една страна за един от най-значимите и най-впечатляващи археологически обекти от Златния век на Първата българска държава и от друга страна за феномен на средновековната българска архитектура с впечатляващите си размери и уникална планова схема, която няма аналог нито в българската, нито във византийската архитектура. Откритият тук скрипториум е сред най-големите средновековни сгради в България от X – XI век. Книжовният център е с размерите на дворците в Плиска и Преслав. В него се е развивала голяма книжовна дейност – превод и преписване на християнски книги от гръцки на български. Казимир Попконастантинов смята, че тук Борис I приема християнството през 865 г.

## Статут
Манастирът е включен в списък на паметниците на Античността и Средновековието във Варненски окръг чрез Държавен Вестник брой 16 от 1968 г. и е регистриран в Археологическата карта на България като „паметник на културата от местно значение“. Със заповед № РД-9p-6 от 17 април 2015 г. на Министъра на културата манастирът е с нова категория – „национално значение“. 
На 23 декември 2015 година в манастира е издигнат 8-метров дървен поклонен кръст по инициатива на Духовно – просветния център „Св. Архангел Михаил“, с благословението на митрополит Йоан Варненски и Великопреславски, в чест на 1150 години от Покръстването на България и на 1130 години от смъртта на Методий заедно с пристигането на учениците на Кирил и Методий в България. Кръстът е осветен с тържествена церемония на Неделя Кръстопоклонна, 3 април 2016 година, от митрополит Йоан в присъствието на много християни и кмета на Варна Иван Портних.
С решение на общинския съвет от 30 април 2018 г. община Варна приема от държавата правото на безвъзмездно управление за срок от десет години на недвижими имоти – публична държавна собственост, попадащи в обхвата на този манастирски комплекс.
- Поклонен кръст
- Паметна плоча
- Игуменарница и църква пред нея
- Игуменарница
- Панорама от манастира към Варненското езеро